# Fritz Hamelberg
Friedrich „Fritz“ Hamelberg (* 17. Februar 1891 in Rethem (Aller); † 1973 in Stadthagen) war ein deutscher Politiker (NSDAP, FDP).

## Leben
Hamelberg, der ursprünglich Fleischer von Beruf war, trat zum 1. November 1930 der NSDAP bei (Mitgliedsnummer 349.924) und war in der Zeit des Nationalsozialismus Bürgermeister der Stadt Stadthagen. Er war zwar überzeugter Nationalsozialist, galt aber – anders als die Bürgermeister von Bückeburg und Rinteln – nicht als „Scharfmacher“. Dies führte auch zu Unstimmigkeiten mit anderen nationalsozialistischen Organisationen. So wurde ihm von der SS-Führung parteischädigendes Verhalten vorgeworfen, weil er nach einem Überfall auf drei junge Juden im Januar 1935 einen SS-Mann festnehmen ließ. Andererseits befürwortete er die „Arisierung“ des Kaufhauses von Elias Lion durch Hermann Hagemeyer und seinen Geschäftsführer Alfred Thomas, auch wenn er zum Unwillen des NS-Gewerbebundes und örtlicher Einzelhändler, die das Kaufhaus als unliebsame Konkurrenz sahen, eine Auflösung verhinderte. Nach dem Krieg behauptete Hamelberg, er habe einen Angriff auf die Stadthagener Synagoge am 9. November 1938 nicht gewünscht. Daher sei die Synagoge erst zwei Tage später, als er verreist gewesen sei, angezündet worden. Ob diese Tatsache tatsächlich auf einer Weigerung Hamelbergs oder auf anderen Gründen beruht, ist ungeklärt.
Neben seiner Tätigkeit als Bürgermeister gehörte Hamelberg seit der Neubildung aufgrund des Gleichschaltungsgesetzes im April 1933 bis zu dessen Auflösung aufgrund des Gesetzes über den Neuaufbau des Reichs vom 30. Januar 1934 auch dem Landtag des Freistaates Schaumburg-Lippe an.
Nach dem Zweiten Weltkrieg schloss Hamelberg sich der FDP an und kandidierte für diese bei der Bundestagswahl 1953 erfolglos im Bundestagswahlkreis Nienburg – Schaumburg-Lippe.